# Такбір
Такбі́р або Алла́гу Акба́р (араб. الله اكبر, Allāhu Akbar) — арабський вираз, що означає «Аллаг — найвеличніший», також за змістом близький до виразів «Бог великий!», «Всевишній найвищий!», «слава Богу!» тощо.

## Етимологія
«Акбар» — найвищий ступінь прикметника «кабір» ( كبير‎) «великий». Вимовляння, багаторазове шанобливе повторення словосполучення «Аллагу акбар!», так само як і власне саме це словосполучення називається такбір ( تكبير‎ тобто «величання Бога»), від того ж трьохприголосного кореня к-б-р ( كبر‎).

## Вживання
Вживання такбіра різноманітні; він часто використовується як знак радості. Зокрема, такбір використовується як бойовий клич ісламськими воїнами. Після важливої промови присутні на знак схвалення використовують такбір замість західних оплесків; коли оратор закінчує, хто-небудь один вигукує: такбір! на що інші всі хором відповідають: Аллагу Акбар!
Такбір, який вимовляють перед початком намазу, називається Тахрім. Часто повторюваний вираз «Аллагу акбар» протягом Курбан-байраму називається Ташрік; воно ж вживається по закінченню молитви — під час зікру.
.

### Азан
Азан, або заклик на молитву, також містить такбір.

### Намаз
Слова Аллагу Акбар вживаються і під час намазу.

### Свято жертвоприношення
У свято жертвопринесення та дні ат-Ташріка читається такбір з наступними словами: «Аллагу Акбар, Аллагу Акбар, ля іляга ілля-Ллаг, ва-Ллаг Акбар, Аллагу Акбар ва лі-Ллягі-ль-Хамді»
.

## Прапори
«Аллагу Акбар» написано на прапорі кількох держав:
 в середині прапора Іраку (ці слова — державний девіз Іраку)
 двічі у вигляді особливого орнаментального шрифту на нижньому краї зеленої і верхньому краї червоною смуг прапора  Ірану
 в проекті нового прапора  Афганістану (в останньому випадку поєднання Аллагу Акбар вжито разом з шагада, тобто словами «[Засвідчую, що] немає об'єкта для поклоняння крім Аллаха і [засвідчую, що] Мухаммад посланець Його»).
 на червоному прапорі бунтівної пакистанської провінції Вазиристан, яку фактично контролюють таліби.

## Гімн Лівії
Слова «Аллагу Акбар» повторюються в приспіві  гімну Лівії, прийнятого при Муаммарі Каддафі в 1969 р., і вживаються як назва цього гімну.

## Галерея

Прапор Афганістану з фразою нижче шагади
Прапор Іраку
Прапор Ірану
Прапор Вазиристану
Прапор Вілаяту Нохчійчо ( Кавказького Емірату)